# Evangelische Kirche (Dickschied-Geroldstein)

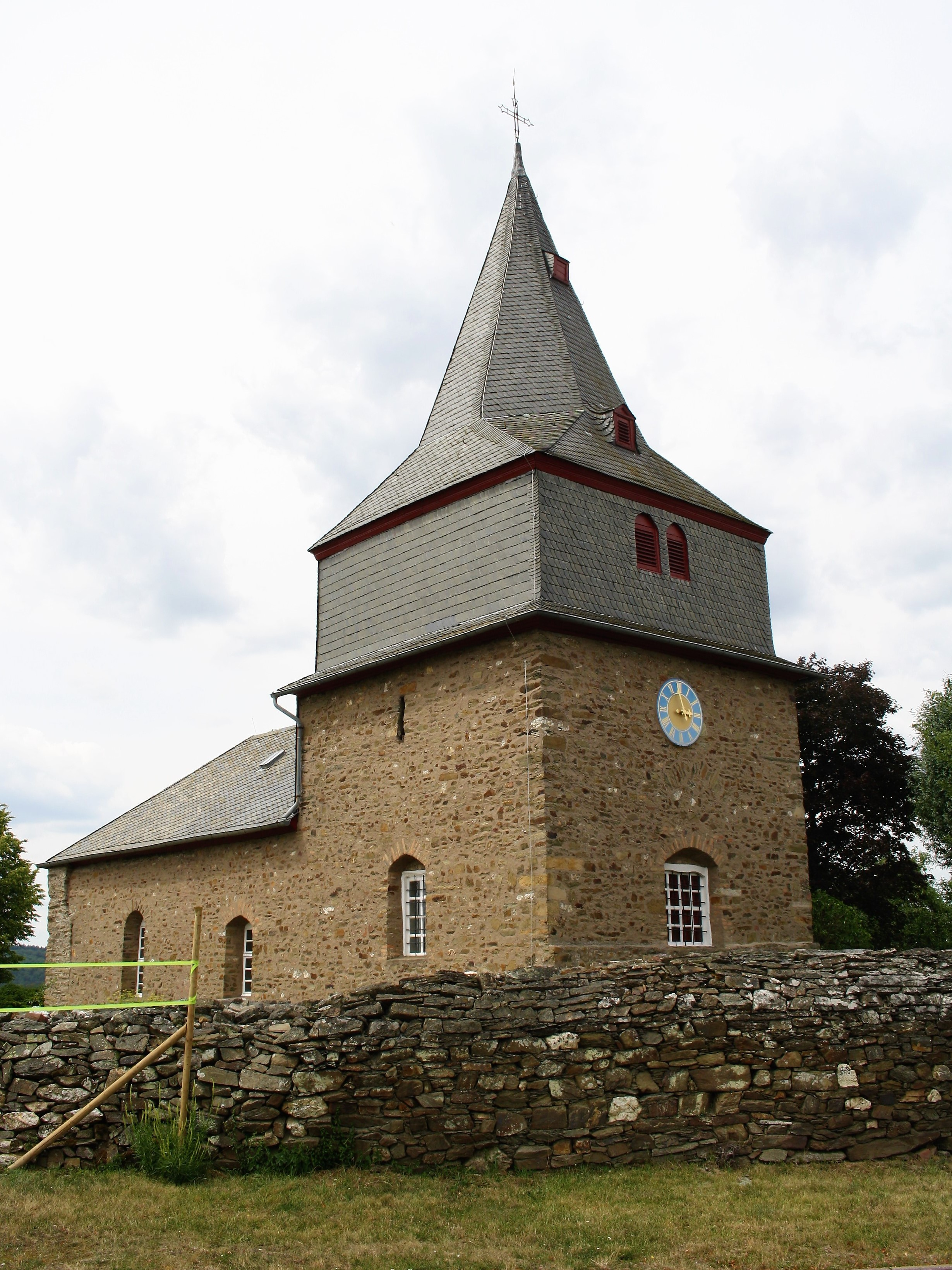
Evangelische Kirche in Dickschied

Die Evangelische Kirche Dickschied ist ein denkmalgeschütztes Kirchengebäude, das am westlichen Ortsrand von Dickschied steht, dem hoch gelegenen Ortsteil des Ortsbezirks Dickschied-Geroldstein der Flächengemeinde Heidenrod im Rheingau-Taunus-Kreis in Hessen. Die Kirchengemeinde gehört zum Dekanat Rheingau-Taunus der Propstei Rhein-Main der Evangelischen Kirche in Hessen und Nassau.

## Beschreibung
Die romanische Saalkirche, eine alte Wehrkirche, wurde im 12. Jahrhundert aus Bruchsteinen gebaut. Der Chorturm im Osten hat die gleiche Breite wie das Kirchenschiff. Sein schiefergedecktes Obergeschoss und den achtseitigen spitzen Helm erhielt er erst später. Hinter den Klangarkaden beherbergt es den Glockenstuhl, in dem zwei Kirchenglocken hängen, eine aus dem 13., eine weitere aus dem 15. Jahrhundert. Im darunterliegenden Geschoss befindet sich die Turmuhr. Der Innenraum des Kirchenschiffs ist mit einer Holzbalkendecke überspannt. Die Kanzel und die Empore, deren Brüstung die Form einer Balustrade hat, stammen vom Anfang des 18. Jahrhunderts. Das Portal befindet sich an der Nordseite. Die Orgel mit 8 Registern, einem Manual und Pedal wurde 1893 erbaut und 1993 durch die Förster & Nicolaus Orgelbau überholt.